# Tim Ferriss
Timothy Ferriss (East Hampton, Nueva York.; 20 de julio de 1977), más conocido como Tim Ferriss, es un empresario, inversionista, autor y podcaster estadounidense.

## Primeros años
Ferriss creció en East Hampton, Nueva York, y se graduó de la escuela St. Paul, en Concord, Nuevo Hampshire. Recibió un título en Estudios de Asia del Este de la Universidad de Princeton en 2000. Después de su graduación, Ferriss trabajó en ventas en una compañía de almacenamiento de datos.

## Carrera
En 2001, Ferriss fundó BrainQUICKEN, un negocio de suplementos nutritivos por internet, mientras estaba empleado todavía en su trabajo previo. En 2010 vende la compañía, entonces conocida como BodyQUICK, a una empresa de equidad privada basada en Londres. Ha declarado que su libro La semana laboral de 4 horas está basado en este periodo.

## Otros proyectos

### Podcast
El Show de Tim Ferriss cubre temas personales, desarrollo de carácter, rutinas para la mañana y hábitos de meditación de celebridades, CEOs y deportistas de élite como LeBron James, así como también acerca de técnicas de escritura, inversiones, metafísica entre otros.

### Inversiones
Ferriss es un inversor ángel y asesor de empresas emergentes (startups). Ha invertido o aconsejado en empresas como StumbleUpon, Posterous, Evernote, DailyBurn, Shopify, Reputation.com, Trippy, TaskRabbit y Uber.
En 2013, Ferriss recaudó $250,000 dólares en menos de una hora para invertir en Shyp, formando un sindicato en AngelList. Ferriss acabó recaudando más de $500,000 dólares a través de sus patrocinadores, y Shyp acumuló un total de $2.1 millones. En 2018, Shyp cerró, despidiendo a todos sus empleados.
The New York Times incluyó a Ferriss entre sus "Inversores Ángel Notables", mientras CNN dijo que era "uno de los principales inversores ángel en tecnología."
En noviembre de 2013, Ferriss empezó una casa editorial de audiolibros, Tim Ferriss Publishing. El primer libro que publicó fue Vagabonding por Rolf Potts. Otros libros publicados incluyen The Obstacle is the Way  por Ryan Holiday, Daily rituals por Mason Currey, y What I Learned Losing a Million Dollars por Jim Paul y Brendan Moynihan.
En 2015, Ferriss se toma unas vacaciones largas de realizar nuevas inversiones. Citó como razones la tensión del trabajo y un sentimiento de que su impacto era "mínimo a la larga", y dijo que usaría su tiempo en escribir y en proyectos de medios de comunicación.

### Televisión
En diciembre de 2008, Ferriss tuvo un piloto en el Canal de Historia llamado Prueba de Fuego, en el que tenía una semana para intentar para aprender una habilidad normalmente aprendida sobre el curso de muchos años. En el episodio piloto practicó yabusame, el arte japonés de tiro con arco desde una montura.
En diciembre de 2013, su serie televisiva El experimento Tim Ferriss debutó en HLN. En el programa Ferriss intenta  aprender habilidades notoriamente difíciles en tiempo récord, como surfing, póquer profesional, jiu-jitsu brasileño, parkour, y lenguas extranjeras.
En 2017 Ferriss fue anfitrión del show de televisión Fear{Less} with Tim Ferriss, en el que  entrevistaba a personas de diferentes industrias sobre temas de éxito e innovación.

### Investigación psicodélica
Ferriss ha recaudado fondos para el Centro de Investigación de Psicodelia y Consciencia en la Escuela de Medicina de la Universidad Johns Hopkins y para el Centro de Investigación Psicodélica en Imperial College London. Desde 2016, Ferriss ha donado al menos $2,000,000 para la investigación clínica de fármacos psicodélicos.

## Crítica
En un artículo en Forbes, el estratega de medios y mercadeo Michael Schein sugirió que el éxito de Ferriss se debía en gran parte a su habilidad para promocionarse a sí mismo, y sus métodos han sido criticados como una forma de explotar detalles técnicos a veces de maneras poco éticas, y después presentar esos atajos y trampas atractivamente.  Un artículo en la revista Jacobin dijo que Ferriss capitaliza en la disatisfacción de los trabajadores de oficina de clase media reciclando clichés de autoayuda y manejo del tiempo y combinandolos con consejos para convertirse en un "falso experto". En su libro La semana laboral de 4 horas, Ferriss dice "El nivel de experto puede ser creado en menos de cuatro semanas si entiendes indicadores básicos de credibilidad."

## Publicaciones
- Ferriss, Timothy (2007). The 4-Hour Workweek: Escape 9-5, Live Anywhere, and Join the New Rich. New York City|New York: Crown Publishers. ISBN 978-0-307-35313-9.
- Ferriss, Timothy (2009). The 4-Hour Workweek: Escape 9-5, Live Anywhere, and Join the New Rich (Expanded and Updated). New York: Crown Publishers. ISBN 978-0-307-46535-1.
- Ferriss, Timothy (2010). The 4-Hour Body: An Uncommon Guide to Rapid Fat-Loss, Incredible Sex, and Becoming Superhuman. New York: Crown Archetype. ISBN 978-0307463630.
- Ferriss, Timothy (2012). The 4-Hour Chef: The Simple Path to Cooking Like a Pro, Learning Anything, and Living the Good Life. New York: Houghton Mifflin Harcourt. ISBN 978-0-547-88459-2.
- Ferriss, Timothy (2016). Tools of Titans: The Tactics, Routines, and Habits of Billionaires, Icons, and World-Class Performers. New York: Houghton Mifflin Harcourt. ISBN 978-1-328-68378-6.
- Ferriss, Timothy (2017). Tribe of Mentors: Short Life Advice from the Best in the World. New York: Houghton Mifflin Harcourt. ISBN 978-1-328-99496-7.